# 大木舜二
大木 舜二  (おおき しゅんじ、1932年11月17日 -2014年7月24日）は、日本の映画およびテレビのプロデューサーである。

## 映画
- 栄光への反逆（1970年）
- 喜劇 右むけェ左!（1970年）
- 真剣勝負（1971年）
- 走れ!コウタロー 喜劇・男だから泣くサ（1971年）
- 喜劇 昨日の敵は今日も敵（1971年）
- 起きて転んでまた起きて（1971年）
- 喜劇 泥棒大家族 天下を取る（1972年）
- 喜劇 だましの仁義（1974年）
- 変奏曲（1976年）
- 漂流（1981年）
- 郷愁（1988年）
- 家族輪舞曲（1989年）